# تپه گورستان هاشم بلاغی
تپه قبرستان هاشم بلاغی مربوط به دوران‌های تاریخی پس از اسلام است و در شهرستان بناب، بخش مرکزی، روستای آلقو واقع شده و این اثر در تاریخ ۲۳ شهریور ۱۳۸۲ با شمارهٔ ثبت ۱۰۰۵۸ به‌عنوان یکی از آثار ملی ایران به ثبت رسیده است.